# Fotografi nr. 576
Fotografi nr. 576 er en dansk eksperimentalfilm fra 2015 instrueret af Jasper Spanning.

## Handling
Denne artikel mangler et handlingsreferat. Hjælp os med at skrive det.